# Tympan d'Egmond

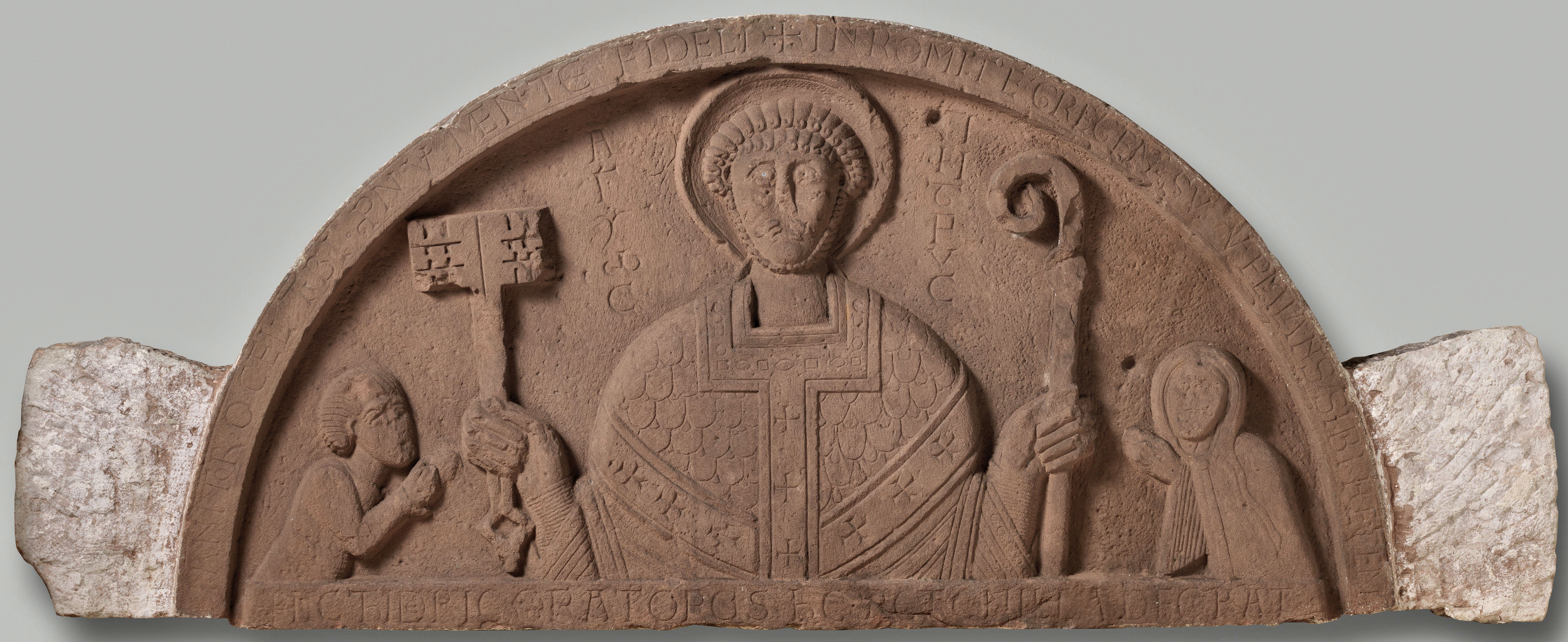
Le tympan d'Egmond.

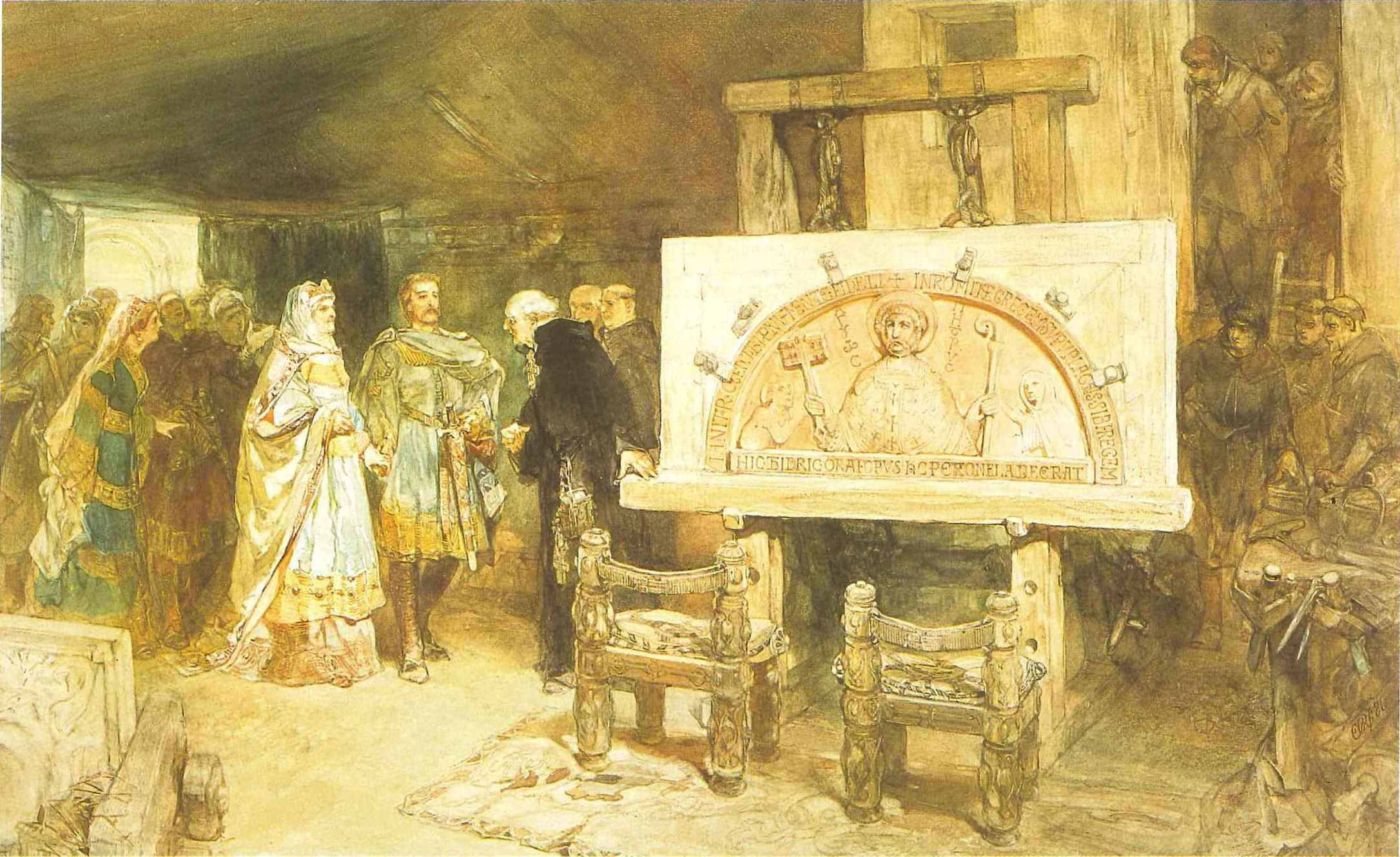
Toile de Charles Rochussen montrant le tympan dans l'atelier lors d'une visite du comte et de sa mère (1881).

Le tympan d'Egmond est un élément d'architecture provenant de l'abbaye d'Egmond et conservé au Rijksmuseum à Amsterdam. 
Il s'agit d'un tympan placé à l'origine au-dessus de la porte des Espagnols dans l'abbaye. Il représente saint Pierre assis entre le comte de Hollande, Thierry VI, un des bienfaiteurs de l'abbaye, et la mère du comte, Pétronille de Lorraine. Une inscription en latin y est gravée :
« Ô gardien du ciel, fais entrer ces hommes qui ont un cœur de croyant et qui sont à genoux devant toi et demande pour eux le baiser de la paix au roi des cieux. »
Le tympan serait l'œuvre d'un moine de l'abbaye et sculpté entre 1122 et 1132 dans un morceau de grès rouge ayant probablement servi auparavant de pierre tombale.
Le tympan est entré au Rijksmuseum en 1842.